# كريس ماكناب
كريس ماكناب (بالإنجليزية: Chris McNab)‏ هو كاتب بريطاني، ولد في 10 مارس 1980 في برستل في المملكة المتحدة.